# Moselle Open
Moselle Open este un turneu profesionist de tenis care se joacă pe terenuri cu suprafață dură, în interior. Face parte din seria ATP Tour 250 a Turului ATP. Turneul este unul dintre cele patru evenimente franceze ale seriei ATP World Tour 250, alături de Open 13, Open Sud de France și Lyon Open.

## Rezultate

### Simplu
| An   | Campion                             | Finalist                            | Scor                                |
| ---- | ----------------------------------- | ----------------------------------- | ----------------------------------- |
| 2003 | Arnaud Clément                      | Fernando González                   | 6–3, 1–6, 6–3                       |
| 2004 | Jérôme Haehnel                      | Richard Gasquet                     | 7–6(11–9), 6–4                      |
| 2005 | Ivan Ljubičić                       | Gaël Monfils                        | 7–6(9–7), 6–0                       |
| 2006 | Novak Djokovic                      | Jürgen Melzer                       | 4–6, 6–3, 6–2                       |
| 2007 | Tommy Robredo                       | Andy Murray                         | 0–6, 6–2, 6–3                       |
| 2008 | Dmitry Tursunov                     | Paul-Henri Mathieu                  | 7–6(8–6), 1–6, 6–4                  |
| 2009 | Gaël Monfils                        | Philipp Kohlschreiber               | 7–6(7–1), 3–6, 6–2                  |
| 2010 | Gilles Simon                        | Mischa Zverev                       | 6–3, 6–2                            |
| 2011 | Jo-Wilfried Tsonga                  | Ivan Ljubičić                       | 6–3, 6–7(4–7), 6–3                  |
| 2012 | Jo-Wilfried Tsonga                  | Andreas Seppi                       | 6–1, 6–2                            |
| 2013 | Gilles Simon                        | Jo-Wilfried Tsonga                  | 6–4, 6–3                            |
| 2014 | David Goffin                        | João Sousa                          | 6–4, 6–3                            |
| 2015 | Jo-Wilfried Tsonga                  | Gilles Simon                        | 7–6(7–5), 1–6, 6–2                  |
| 2016 | Lucas Pouille                       | Dominic Thiem                       | 7–6(7–5), 6–2                       |
| 2017 | Peter Gojowczyk                     | Benoît Paire                        | 7–5, 6–2                            |
| 2018 | Gilles Simon                        | Matthias Bachinger                  | 7–6(7–2), 6–1                       |
| 2019 | Jo-Wilfried Tsonga                  | Aljaž Bedene                        | 6–7(4–7), 7–6(7–4), 6–3             |
| 2020 | Anulat din cauza pandemiei COVID-19 | Anulat din cauza pandemiei COVID-19 | Anulat din cauza pandemiei COVID-19 |
| 2021 | Hubert Hurkacz                      | Pablo Carreño Busta                 | 7–6(7–2), 6–3                       |
| 2022 | Lorenzo Sonego                      | Alexander Bublik                    | 7–6(7–3), 6–2                       |
| 2023 | Ugo Humbert                         | Alexander Shevchenko                | 6–3, 6–3                            |
| 2024 | Benjamin Bonzi                      | Cameron Norrie                      | 7–6(8–6), 6–4                       |

### Dublu
| An   | Campioni                                | Finaliști                             | Scor                                |
| ---- | --------------------------------------- | ------------------------------------- | ----------------------------------- |
| 2003 | Julien Benneteau Nicolas Mahut          | Michaël Llodra Fabrice Santoro        | 7–6(7–2), 6–3                       |
| 2004 | Arnaud Clément Nicolas Mahut            | Ivan Ljubičić Uros Vico               | 6–2, 7–6(10–8)                      |
| 2005 | Michaël Llodra Fabrice Santoro          | José Acasuso Sebastián Prieto         | 5–2, 3–5, 5–4(7–4)                  |
| 2006 | Richard Gasquet Fabrice Santoro         | Julian Knowle Jürgen Melzer           | 3–6, 6–1, [11–9]                    |
| 2007 | Arnaud Clément Michaël Llodra           | Mariusz Fyrstenberg Marcin Matkowski  | 6–1, 6–4                            |
| 2008 | Arnaud Clément Michaël Llodra           | Mariusz Fyrstenberg Marcin Matkowski  | 5–7, 6–3, [10–8]                    |
| 2009 | Colin Fleming Ken Skupski               | Arnaud Clément Michaël Llodra         | 2–6, 6–4, [10–5]                    |
| 2010 | Dustin Brown Rogier Wassen              | Marcelo Melo Bruno Soares             | 6–3, 6–3                            |
| 2011 | Jamie Murray André Sá                   | Lukáš Dlouhý Marcelo Melo             | 6–4, 7–6(9–7)                       |
| 2012 | Nicolas Mahut Édouard Roger-Vasselin    | Johan Brunström Frederik Nielsen      | 7–6(7–3), 6–4                       |
| 2013 | Johan Brunström Raven Klaasen           | Nicolas Mahut Jo-Wilfried Tsonga      | 6–4, 7–6(7–5)                       |
| 2014 | Mariusz Fyrstenberg Marcin Matkowski    | Marin Draganja Henri Kontinen         | 6–7(3–7), 6–3, [10–8]               |
| 2015 | Łukasz Kubot Édouard Roger-Vasselin     | Pierre-Hugues Herbert Nicolas Mahut   | 2–6, 6–3, [10–7]                    |
| 2016 | Julio Peralta Horacio Zeballos          | Mate Pavić Michael Venus              | 6–3, 7–6(7–4)                       |
| 2017 | Julien Benneteau Édouard Roger-Vasselin | Wesley Koolhof Artem Sitak            | 7–5, 6–3                            |
| 2018 | Nicolas Mahut Édouard Roger-Vasselin    | Ken Skupski Neal Skupski              | 6–1, 7–5                            |
| 2019 | Robert Lindstedt Jan-Lennard Struff     | Nicolas Mahut Édouard Roger-Vasselin  | 2–6, 7–6(7–1), [10–4]               |
| 2020 | Anulat din cauza pandemiei COVID-19     | Anulat din cauza pandemiei COVID-19   | Anulat din cauza pandemiei COVID-19 |
| 2021 | Hubert Hurkacz Jan Zieliński            | Hugo Nys Arthur Rinderknech           | 7–5, 6–3                            |
| 2022 | Hugo Nys Jan Zieliński                  | Lloyd Glasspool Harri Heliövaara      | 7–6(7–5), 6–4                       |
| 2023 | Hugo Nys Jan Zieliński                  | Constantin Frantzen Hendrik Jebens    | 6–4, 6–4                            |
| 2024 | Sander Arends Luke Johnson              | Pierre-Hugues Herbert Albano Olivetti | 6–4, 3–6, [10–3]                    |